# Kirrinen
Kirrinen är en sjö i kommunen Tavastehus i landskapet Egentliga Tavastland i Finland. Arean är 34 hektar och strandlinjen är 3,22 kilometer lång. Sjön  ingår i Kumo älvs huvudavrinningsområde.   Den ligger omkring 18 km norr om Tavastehus och omkring 110 km norr om Helsingfors. 